# Lied
Lied (aus mittelhochdeutsch liet, „Strophe“) ist der Sammelbegriff für kleinere, knapp gegliederte gesungene Kompositionen aus Musik und  Liedtext. Diese Kurzform gibt es in allen Kulturen. Lieder bestehen gewöhnlich aus mehreren Strophen, die sich textlich unterscheiden, und einem Kehrvers, der mehrmals im Lied wiederholt wird.
Im Vordergrund steht die singbare, im Tonumfang meist begrenzte, rhythmisch-metrisch meist dem Sprachfluss des Textes folgende Melodik.

## Geschichte
Das Lied ist die ursprünglichste und schlichteste Form der Lyrik, in der das menschliche Gefühl in seinen Stimmungen und Beziehungen eine reine und intensive Ausdrucksmöglichkeit findet. Die Volksballade war im Mittelalter ein volkstümliches, episches und strophisches Lied aus ritterlichen Kreisen, das später zum Volksgut wurde. Hierzu gehört das „Lied auf die Abschiedsszene zwischen Elisabeth und Ludwig von Thüringen“, das 1227 anlässlich des Aufbruchs Ludwigs zum Kreuzzug komponiert wurde. 1504 lobte Jörg Widmann in „Ain schönes lied von Vilshofen“ die Verteidiger der Stadt. Hans Umperlin verfasste 1516 ein Gedicht, in welchem er am Schluss von sich selbst sagt: „Der uns das liedlin newes singt / der nennt sich Hans Umperlin / hat er zwelf lebendige kind…“ Um 1518 erschien beim Kölner Buchdrucker Arnd von Aich die älteste deutsche Liedersammlung unter dem Titel 75 hubscher lieder myt Diskant, Alt, Bas und Tenor.
Das Wort „Volkslied“ stammt von Johann Gottfried Herder, der damit Begriffe wie „Gassenhauer“, „Bauerngesang“ und „Cantio rusticalis“ verdrängte. Beim Volkslied war eine singbare Melodie eine wesentliche Voraussetzung, damit es jedermann ohne besondere Stimmausbildung nachsingen konnte. Durch die 1778 von Herder herausgegebenen Sammlungen Stimmen der Völker in Liedern konzentriert sich die Aufmerksamkeit erstmals auf das Volkslied in Europa. Von Beginn der Frühromantik an gilt das Volkslied als die Reflexion des „Volksgeistes“, zusammengefasst in berühmten Sammlungen (Clemens Brentano, Des Knaben Wunderhorn, 1806). Es war ein im Volk entstandenes oder von diesem aufgegriffenes Lied. Das Volkslied wurde vielfach wegen seiner strophischen Form und der eingängigen Melodik als idealtypische Liedform angesehen.
Durch Franz Schubert wurde das Lied zu einer komplexeren Kunstform, was um 1830 zu einer Spaltung in ernste und unterhaltende Liedformen führte. Daraus entwickelte sich die spätere Unterteilung in E- und U-Musik, die eine ihrer Ursachen im Bestreben der GEMA hatte, anspruchsvolle, aber nicht lukrative Kunst zu fördern. Die vieldiskutierte Aufteilung wird auch heute noch von der GEMA verwendet. Sie führt dazu, dass ein E-Musik-Komponist die achtfachen Tantiemen bzw. Royalties eines U-Musikkomponisten bei Veröffentlichung erhält.

## Arten
Die überschaubar gegliederte Liedform hat historische Dimensionen und besitzt regionale und stilistische Vielfalt vom schlichten Volkslied bis zum begleiteten Kunstlied. Das Lied kann nach seinem Text, seiner Satztechnik, Besetzung und seinem ästhetischen Anspruch in verschiedene Liedgattungen unterteilt werden.
Der Liedtext behandelt unterschiedliche Alltagssituationen des Menschen, seine Umwelt, die Natur und andere Themen. Diese Bandbreite findet sich schon im Volkslied. Der satztechnische Aufbau stimmt in der Regel mit dem Strophenaufbau überein, damit beim Strophenende auch die Melodie oder Periode endet. Die Metrik deutscher Volkslieder ist meist auftaktig strukturiert, weil ihre Texte meist mit unbetonten Silben beginnen.
Ein Lied kann von einem Solisten, einem Ensemble, einem Chor, a cappella oder von Musikinstrumenten begleitet vorgetragen werden. Aber auch rein instrumental aufgeführte Bearbeitungen von Liedern werden gelegentlich als „Lied“ bezeichnet.
Als Normalbesetzung vieler Liedtypen kann die Verbindung von Sologesang und Instrumentalbegleitung gelten, die ebenfalls solistisch gehalten sein oder aber von einem kleinen Ensemble beigesteuert werden kann. In vielen Fällen kann auch ein und dieselbe Person beide Elemente übernehmen. Bei chorischer Besetzung spricht man vom Chorlied. Die Paarung von Klavier und Gesang sind typisch für das Kunstlied. Dabei handelt es sich um das „Vortragslied ausgebildeter Stimmen und Begleiter“, dessen Melodik häufig durch höhere Ansprüche, etwa Intervallsprünge ausgezeichnet ist.
Lieder können mündlich überliefert sein (wie Volkslieder, religiös-kultische, Kampf- oder Tanzlieder) oder als musikalisches Werk auf Komponisten zurückgehen. Sie bestehen aus mehreren gleich gebauten, meist gereimten Strophen oder einer auskomponierten variierenden Melodie für jede Strophe.

## Liedarten
- Abendlied
- Adventslied
- Ballade
- Chanson
- Couplet
- Fahrtenlied
- Frühlingslied
- Geistliches Lied
- Karnevalslied
- Klagelied
- Liebeslied
- Morgenlied
- Preislied
- Schlager
- Stimmungslied
- Studentenlied
- Trinklied
- Volkslied
- Wanderlied
- Weihnachtslied

## Lied – Chanson – Song
Das Wort Lied existiert auch als Fremdwort in einigen europäischen Nachbarländern, zumeist in der Bedeutung des Kunstliedes, und wird mit deutscher Kultur assoziiert (le lied in Frankreich, the lied in Großbritannien). Umgekehrt wurden fremdsprachliche Wörter für Lied (französisch chanson; englisch song, tune oder hymn; italienisch canzone) teilweise in die deutsche Sprache übernommen, insbesondere Chanson und Song zur Bezeichnung französischer bzw. englischer Werke.

## Urheberrecht
In urheberrechtlicher Hinsicht sind Text und Musik jeweils eigenständige, gesondert verwertbare Werke.